# Stannah
Stannah est un fabricant de monte-escaliers implanté dans soixante pays dont le siège est basé à Andover au Royaume-Uni. Avec plus de 800 000 monte-escaliers produits, Stannah est le plus gros fabricant mondial. Stannah France commercialise des monte-escaliers droits, tournants et extérieurs s'adaptant à tous les types d'escaliers. La société est également un acteur majeur de l'élévation verticale en proposant des plates-formes élévatrices, mais également des ascenseurs privatifs et des élévateurs intérieurs.

## Histoire
Stannah est fondée à Londres en 1867 par Joseph Stannah. Son siège, dans le quartier de Southwark, puis déplacé dans le quartier de Bankside au début du XXe siècle est utilisé jusqu'à sa destruction lors du Blitz de Londres en 1940. De nouveaux locaux sont construits dans le quartier de Southwark. L'entreprise quitte Londres pour Andover en 1974 et commence l'année suivante à produire des monte-escaliers pour particuliers.

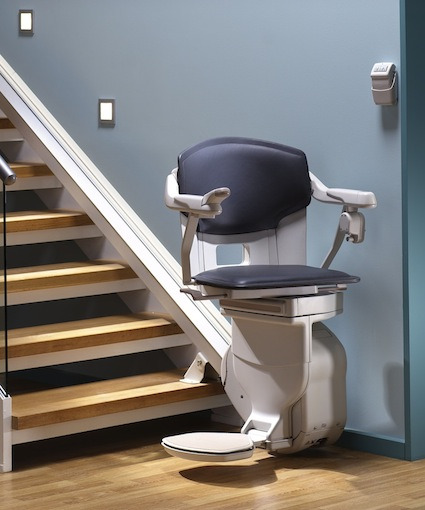
Monte-escalier droit Solus de Stannah.

Stannah a produit son 500 000ème monte-escalier en février 2011, lors d'une visite du Prince de Galles au siège d'Andover.
En 2011, Stannah sort le monte-escalier Starla avec une garniture bois.
En 2012, Stannah lance une gamme de monte-escaliers "design" avec des motifs  inspirés d’étoffes traditionnelles européennes.
En 2013, la marque se lance dans la commercialisation de plateformes élévatrices.
En 2014, lancement du premier fauteuil élévateur permettant une position assis / debout aux personnes souffrant de raideurs du genou.
En 2018, Stannah élargit son offre aux ascenseurs particuliers : un ascenseur privatif qui s’adresse à tous (Salise) et un élévateur intérieur qui peut-être utilisé par les personnes en fauteuil roulant (Stratum).

## Stannah en France
Stannah France a été créé le 16 avril 2002 après avoir racheté son distributeur Derby Sopal. La société est dirigée par Giovanni Messina, également Directeur Général de la filiale italienne. Elle est immatriculée 441 823 960. Son siège est au Blanc Mesnil.
|                                        | 2016   | 2017   | 2018   |
| -------------------------------------- | ------ | ------ | ------ |
| Chiffre d'affaires en milliers d'euros | 28 238 | 27 441 | 28 246 |
| Résultat net en milliers d'euros       | + 605  | + 799  | + 566  |
| Effectif moyen annuel                  | 75     | 71     | 73     |

## Autres
La société Stannah a été classée 176e en 2010 dans le « Top Track 250 (en) », du Sunday Times, classement des 250 entreprises du middle-market selon leur chiffre d'affaires.